# Gordon Smith (calciatore 1924)
Gordon Smith (Edimburgo, 25 maggio 1924 – North Berwick, 7 agosto 2004) è stato un calciatore scozzese, di ruolo attaccante.

## Caratteristiche tecniche
Era un'ala destra.

## Carriera

### Club
Nel 1941, all'età di 17 anni, viene tesserato dall'Hibernian, club della prima divisione scozzese, con cui esordisce tra i professionisti il 28 aprile 1941 segnando una tripletta in un derby di Edmburgo vinto per 5-3 dagli Hibees sul campo dei rivali cittadini dell'Hearts. Dopo alcune altre stagioni trascorse con un ruolo da comprimario, a partire dalla fine degli anni '40 Smith si guadagna il posto da titolare e, insieme ai compagni di reparto offensivo Bobby Johnstone, Lawrie Reilly, Eddie Turnbull e Willie Ormond va a costituire i cosiddetti Famous Five dell'Hibernian, che per un lustro furono il più celebre reparto offensivo del campionato scozzese, anche in virtù dei risultati conseguiti, sia a livello individuale (tutti giocarono a più riprese in nazionale) sia a livello di club: dopo una finale persa di Coppa di Scozia nel 1947, infatti, tra il 1948 ed il 1953 l'Hibernian vince tre campionati (impresa mai riuscita in precedenza al club di Edimburgo) e ne perde un quarto solo per la differenza reti sfavorevole nei confronti dei Rangers; viene inoltre invitato a partecipare alla Coppa dei Campioni 1955-1956, prima edizione di sempre di tale torneo, in cui peraltro raggiunge i quarti di finale. Smith, da parte sua, oltre a giocare 5 partite in Coppa dei Campioni disputa in totale 310 partite nella prima divisione scozzese, con 125 reti segnate, finché nel 1959, complice un grave infortunio ad un'anca, non viene ceduto agli Hearts: qui, dopo una prima stagione estremamente positiva sia a livello individuale che di squadra (vince infatti sia il campionato che la Coppa di Lega scozzese) viene impiegato con minor frequenza durante la stagione 1960-1961 (nella quale peraltro gioca anche altre 2 partite in Coppa dei Campioni), anche a causa di vari infortuni: così, nell'estate del 1961, dopo complessive 42 presenze e 13 reti in incontri di campionato viene ceduto al Dundee. Rimane ai Dark Blues fino al termine della stagione 1963-1964, per un totale di 70 presenze e 9 reti in incontri di campionato, con i quali contribuisce nella stagione 1961-1962 (la sua prima in squadra) alla vittoria del primo campionato scozzese nella storia del club, risultato grazie a cui Smith era anche a svariati decenni di distanza dal suo ritiro l'unico giocatore nella storia dell'intero calcio scozzese ad aver vinto almeno un campionato con tre club diversi nessuno dei quali facente parte della cosiddetta Old Firm. Con il Dundee Smith inoltre nella stagione 1962-1963 segna anche 3 reti in 8 presenze in Coppa dei Campioni, competizione in cui il club scozzese viene sconfitto in semifinale dagli italiani del Milan futuri vincitori della competizione. Smith si ritira infine nel 1964, all'età di 38 anni, dopo una fugace parentesi con gli irlandesi del Drumcondra (una sola presenza nella prima divisione irlandese).
Nel 2003 è entrato a far parte della Scottish Sport Hall of Fame.

### Nazionale
Ha fatto parte della nazionale scozzese per oltre un decennio: tra il 1946, anno del suo esordio, ed il 1957, ha infatto segnato complessivamente 4 reti in 19 partite giocate (3 delle quali in incontri di qualificazione ai campionati europei). Ha inoltre vinto un Torneo Interbritannico.

## Palmarès

### Club

#### Competizioni nazionali
- Campionato scozzese: 5

Hibernian: 1947–1948, 1950–1951, 1951–1952
Hearts: 1959-1960
Dundee: 1961-1962
- Scottish League Cup: 1

Hearts: 1959–1960

### Nazionale
- Torneo Interbritannico: 1

1955–1956